# Luis M. Chiappe
Luis M. Chiappe (Buenos Aires, 18 de junio de 1962) es un paleontólogo argentino, conocido por su descubrimiento del primer saurópodo en sitios de anidación en tierras de la Patagonia en 1997.
Es actualmente vicepresidente de investigaciones y colecciones en el Museo de Historia Natural del Condado de Los Ángeles y director del Instituto de Dinosaurio. Fue investigador de posdoctorado en el Museo americano de Historia Natural, Nueva York después de migrar de Argentina.  Es renombrado por su búsqueda sobre origen y evolución temprana de aves, curador del premio Sala de Dinosaurio en el Museo de Historia Natural de Los Ángeles, profesor adjunto en la Universidad de California del sur, profesor y mentor, BBC advisor y autor prolífico de libros científicos y populares.
Chiappe es miembro del John Simon Guggenheim Fundación Conmemorativa, ha sido laureado del Alexander Humboldt Fundación, y miembro investigador de la Academia china de Ciencias Geológicas, Pekín.

## Libros
- Chiappe, L.M. 2007.  Glorified Dinosaurs: The Origin and Early Evolution of Birds (Glorificados Dinosaurios: El Origen y Evolución Temprana de Pájaros. Wiley-Liss, 2007, ISBN 978-0471247234.

- Con Dingus K. 1999. Los Gigantes más Minúsculos: Descubriendo Huevos de Dinosaurio. Doubleday Libros, ISBN 0385326424.

- The Rise of Birds, en D. E. G. Briggs, P. R. Crowther (eds.) Palaeobiology II. A Synthesis, Cambridge University Press 2001, p. 101-106

- Con Dingus K. 2001. Excursionismo en Huevos: El Descubrimiento Asombroso de Miles de Huevos de Dinosaurio en terrenos de Patagonia. Scribner ISBN 0-7432-1377-7.

- Con Witmer L. 2002. Aves en el Mesozoico: por encima de las Cabezas de Dinosaurios. (Universidad de Prensa de California, ISBN 0-520-20094-2.